# Mix FM Arapiraca
Mix FM Arapiraca é uma emissora de rádio brasileira sediada em Arapiraca, cidade do estado de Alagoas. Opera no dial FM, na frequência 103.3 MHz, e é afiliada à Mix FM. Pertencente ao Sistema Integrado de Comunicação Novo Nordeste, foi inaugurada em 30 de outubro de 1993 (como 103 FM) e tem cobertura de sinal no interior de Alagoas, parte do estado de Sergipe e de Pernambuco.

## História
A emissora foi inaugurada no dia 30 de outubro de 1993, como 103 FM. Em 5 de setembro de 2005, tornou-se afiliada da Jovem Pan 2 numa fase de expansão da rede no interior do Nordeste brasileiro. Em junho de 2012, foi confirmado o fim da afiliação por conta do interesse da emissora em inserir mais espaços locais e comerciais na programação. A rede Jovem Pan alegou interesse da afiliada em transmissões esportivas, fato que ela não concordava em adicionar ao seu projeto artístico. Com a insistência durante a renovação de contrato, a rede optou pelo desligamento da afiliada.
A Jovem Pan 2 deixou de ser transmitida às 0h de 1.º de julho de 2012, estreando como Nova FM no dia seguinte. A nova programação seguia os mesmos moldes da Jovem Pan, além de manter o foco no segmento jovem.
Em dezembro de 2019, a emissora confirmou afiliação com a Mix FM, a mesma possui uma afiliada em Maceió. Com a de Arapiraca, cobrirá mais áreas no estado. A estreia é prevista para 13 de janeiro de 2020. Nesse mesmo dia, a emissora estreou em conjunto com a rede ás 19h.

## Equipe
- Cássio Gomes
- Jasmin Venegas
- Diêgo França
- Michelly Martins
- Tony Devito